# Paraceratherium
Paraceratherium /također poznat pod nazivom i Baluchitherium, dok se taksoni Dzungariotherium i Indricotherium vode kao posebni rodovi/, izumrli je rod divovskih bezrogih sisavaca iz porodice Indricotheriidae, sličnih nosorogu, koji su nastanjivali Europu i Aziju za vrijeme epohe oligocena. Prvi je put otkriven 1910. godine u Beludžistanu (područje današnjeg Pakistana), po kojem je i dobio svoj naziv, za vrijeme ekspedicije engleskog paleontologa i direktora Muzeja zoologije sveučilišta u Cambridgeu (University Museum of Zoology), Sira Clivea Forstera Coopera.

## Opis
Paraceratherium se smatra najvećim poznatim kopnenim sisavcem, čija je najveća vrsta u odrasloj dobi dostizala težinu od 11 tona; najveća poznata jedinka u ramenima je imala visinu od 4,8 m, dok je od nosa do stražnjice imala duljinu od 8,0 m i težinu od 16 tona.
Paraceratherium je bio neparnoprstaš biljojed, koji se hranio lišćem drveća pomoću svojih kljovastih gornjih zuba usmjerenih prema dolje, koji su se poklapali sa zubima u donjoj čeljusti, usmjerenim prema naprijed. Imao je dugu i plitku lubanju bez rogova i zasvođene kosti čela i nosa. Prednji zubi bili su mu reducirani na jedan par sjekutića u obje čeljusti, koničnog oblika i tako veliki da su nalikovali na malene kljove. Gornji sjekutići bili su usmjereni prema dolje, dok su donji stršili prema van. Očigledno je da mu je gornja usna bila izuzetno pokretljiva. Vrat mu je bio vrlo dug, prsište široko i dobro razvijeno, a udovi dugi i debeli, poput stupova.
Nastanjivao je šume Središnje Azije prije između 34 i 23 milijuna godina.
Vrsta zubala, pokretljiva gornja usna i duge noge i vrat ukazuju da se hranio lišćem i grančicama drveća i velikog grmlja.

## Taksonomija
Iako je situacija na razini vrste dosta jasna, postoje nejasnoće i neslaganja po pitanju taksonomije na razini roda.
Rod Paraceratherium prvi je opisao Clive Forster Cooper 1911. godine.
Rod Baluchitherium prvi je opisao Forster Cooper 1913. godine.
Rod Indricotherium prvi je opisao Borissiak 1915. godine.
Baluchitherium se danas naširoko smatra sinonimom bilo za Paraceratherium ili Indricotherium.
Međutim, postoje neslaganja po pitanju toga da li je Indricotherium odvojen od roda Paraceratherium. Lucas i Sobus se u svom pregledu potporodice Indricotheriinae iz 1989. zalažu za sinonimiju i smatraju da su razlike među njima u najboljem slučaju dovoljne za razdvajanje na nivou vrste, te da bi one čak mogle biti rezultat spolnog dimorfizma kod jedne vrste, gdje je veći i snažnije građen Indricotherium s većim zubima vjerojatno bio mužjak, a lakše građeni Paraceratherium ženka. Drugi su pak stručnjaci izrazili sumnje po pitanju takvog interpretiranja oblika lubanje. Čak i ako bi se pokazalo da su u pitanju različiti rodovi, po veličini i izgledu bi još uvijek bili slični.
Ako se smatraju istim rodom, tada bi Indricotherium bio mlađi sinonim za Paraceratherium, zato što, prema principu prioriteta u znanstvenojnoj klasifikaciji, prva objava, u kojoj je naveden najstariji validni naziv, ima prioritet, a naziv Paraceratherium javio se prije drugog.
U ovome se Lucas i Sobus slažu, te smatraju rodove Indricotherium, Baluchitherium, Thaumastotherium (Forster Cooper, 1913.), Aralotherium (Borissiak, 1939.) i Dzungariotherium (Xu i Wang, 1973.) mlađim sinonimima roda Paraceratherium.
Lucas i Sobus prepoznaju četiri validne vrste roda Paraceratherium, a uvjetno je dodana još jedna (P. zhajremensis). Vrste roda Paraceratherium su sljedeće:
Paraceratherium bugtiense (Forster Cooper, 1911.), iz Pakistana za vrijeme oligocena, tipična je vrsta roda Paraceratherium. Baluchitherium osborni (Forster Cooper, 1913.) je mlađi sinonim. Prvi je put pronađena u formaciji Chitarwata u brdima Bugti (Beludžistan), nakon čega je dobila svoj naziv. Tijekom posljednjih desetljeća francusko-pakistanski je tim (Antoine et al., 2004.; Métais et al., 2009.) pronašao nove primjerke P. bugtiense.
Paraceratherium transouralicum (Pavlova, 1922.). Također poznat kao Indricotherium transouralicum, najbolje je istražena i najrasprostranjenija vrsta, iz srednjeg i kasnog oligocenskog Kazahstana, Mongolije i Unutarnje Mongolije na sjeveru Kine. Lucas i Sobus smatraju sljedeće vrste sinonimima: Baluchitherium grangeri (Osborn, 1923.), Indricotherium asiaticum (Borissiak, 1923.) i Indricotherium minus (Borissiak, 1923.).
Paraceratherium orgosensis (Chiu, 1973.) je najveća vrsta, čiji su zubi bili gotovo četvrtinu veći nego kod P. transouralicum. Pronađena je u srednje- i kasnooligocenskim stijenama u Xinjiangu, na sjeverozapadu Kine.
Tri sinonima su Dzungariotherium orgosensis (Chiu, 1973.) i (svaki od navedenih zasnovan na pojedinačnoj lubanji) Dzungariotherium turfanensis (Xu & Wang, 1978.) i Paraceratherium lipidus (Xu & Wang, 1978). Iako postoje varijacije proporcijama lubanje (do kojih je možda došlo zbog spolnog dimorfizma), sve su pronađene na bliskom geografskom prostoru.
Paraceratherium prohorovi (Borissiak, 1939.) iz kasnooligocenskoh ili ranomiocenskog istočnog Kazahstana.
Paraceratherium zhajremensis (Osborn, 1923.) iz srednje- i kasnooligocenske Indije.
Drugi ostaci koji bi se mogli pripisati rodu Paraceratherium ili srodnim taksonima pronađeni su u Jugoistočnoj Europi i Anatoliji (Antoine et al., 2008).

## U popularnoj kulturi
Paraceratherium je bio glavna tema treće epizode popularne BBC-jeve dokumentarne emisije Šetnja sa zvijerima. Pripovjedač ga u epizodi uvijek naziva indrikoter, a ne nazivom nekog određenog roda. U popratnoj knjizi u infookviru te izumrle životinje stoji naziv Paraceratherium.
Prema kreatoru specijalnih efekata, Philu Tippettu, Paraceratherium je bio inspiracija za AT-AT šetače u znantvenofantastičnom filmu Ratovi zvijezda V: Imperij uzvraća udarac iz 1980. godine.

## Vanjske poveznice
- Indricotherium - Discovery Channel
- Odgovori Dr. Mikaela Forteliusa - Discovery Channel
- Hyracodontidae: Indricotheriinae i Synonyms of Paraceratherium transouralicum  Arhivirana inačica izvorne stranice od 10. siječnja 2008. (Wayback Machine) - Mikko's Phylogeny Archive - slijedi Lucasa i Sorbusa
- sci.bio.paleontology grupa 20. srpnja 1999.
- "Indricotherium" Encyclopædia Britannica